# زولة (مقاطعة دالاهو)
زولة (بالفارسية: زوله) هي قرية تقع في قسم غوراني الريفي (مقاطعة دالاهو) في إيران. يقدر عدد سكانها بـ 15 نسمة بحسب إحصاء 2016.